# Cyana Sports Cars
Cyana Sports Cars war ein britischer Hersteller von Automobilen.

## Unternehmensgeschichte
Ian Boulton gründete 2005 das Unternehmen in Runcorn in der Grafschaft Cheshire. Er begann mit der Produktion von Automobilen und Kits. Der Markenname lautete Cyana. 2008 endete die Produktion. Insgesamt entstanden mindestens etwa sieben Exemplare.

## Fahrzeuge
Cyana übernahm 2005 von Sylva Autokits das Modell Phoenix und setzte die Produktion bis 2008 fort. Dies war ein zweisitziger Roadster. Markenname und Produktionszahl sind für dieses Modell nicht überliefert.
Der MX-500 basierte auf diesem Modell. Der Motor kam allerdings vom Mazda MX-5. Die Basis bildete ein Spaceframe-Fahrgestell. Darauf wurde eine Karosserie aus Fiberglas montiert. Fertigfahrzeuge kosteten ab 14.999 Pfund. Zwischen 2006 und 2008 entstanden etwa sechs Fahrzeuge.
Der VII war eine Eigenentwicklung. Es war ein offenes Fahrzeug im Stil des Lotus Seven. Der Vierzylindermotor stammte vom Reliant Robin. Obwohl von 2005 bis 2007 angeboten, ist nur ein Fahrzeug überliefert.